# Новатор (дом детского творчества)
«Новатор» (ранее — Дом культуры «Строитель») — действующий Дом детского творчества в Орджоникидзевском районе города Уфы, памятник архитектуры Черниковки.

## Описание
При доме детского творчества действует клуб спортивных единоборств «Новатор».

## История
В 1953 Исполкомом Горсовета Черниковска отведен земельный участок под строительство клуба строительного треста № 3. Построен в 1957 по проекту ГИПРОгора архитекторов А. Ф. Хрякова и З. И. Брод строительным трестом № 3.
В 1985, Постановлением Главбашстроя и Обкома профсоюзов, Дом культуры «Строитель» передан строительному тресту № 21, и переименован в Дом культуры «Новатор».
В 1978 открыта станция юных техников в Орджоникидзевском районе, в 1995 преобразованная в Дом детского творчества. В 1997 Дом культуры «Новатор» передан в муниципальную собственность Орджоникидзевского района, где разместился Дом детского творчества.